# Паркленд (муніципальний район)
Графство Паркленд (англ. Parkland County) — муніципальний район в Канаді, у провінції Альберта.

## Населення
За даними перепису 2016 року, муніципальний район нараховував 32097 жителів, показавши зростання на 5%, порівняно з 2011-м роком. Середня густина населення становила 13,4 осіб/км².
З офіційних мов обидвома одночасно володіли 1 560 жителів, тільки англійською — 30 390, тільки французькою — 5, а 35 — жодною з них. Усього 1,955 осіб вважали рідною мовою не одну з офіційних, з них 35 — одну з корінних мов, а 200 — українську.
Працездатне населення становило 70,2% усього населення, рівень безробіття — 9,4% (11,3% серед чоловіків та 7,1% серед жінок). 79,3% були найманими працівниками, 19,1% — самозайнятими.
Середній дохід на особу становив $70 602 (медіана $46 769), при цьому для чоловіків — $93 118, а для жінок $46 529 (медіани — $64 512 та $33 287 відповідно).
29,1% мешканців мали закінчену шкільну освіту, не мали закінченої шкільної освіти — 18,5%, 52,5% мали післяшкільну освіту, з яких 23,8% мали диплом бакалавра, або вищий, 115 осіб мали вчений ступінь.
| Статево-вікова структура населення | Статево-вікова структура населення | Статево-вікова структура населення | Статево-вікова структура населення | Статево-вікова структура населення |
| ---------------------------------- | ---------------------------------- | ---------------------------------- | ---------------------------------- | ---------------------------------- |
|                                    |                                    |                                    |                                    |                                    |
| Всього                             | Всього                             | 51,9%48,1%                         |                                    |                                    |
| 0 — 14 років                       | 0 — 14 років                       |                                    | 18,3%                              | 18,3%                              |
| 15 — 64 років                      | 15 — 64 років                      |                                    | 68,1%                              | 68,1%                              |
| 65 і більше                        | 65 і більше                        |                                    | 13,6%                              | 13,6%                              |
| 85 і більше                        | 85 і більше                        |                                    | 0,6%                               | 0,6%                               |
| Середній вік (років)               | Середній вік (років)               | 40,540,2                           | 40,4                               | 40,4                               |
| Медіана (років)                    | Медіана (років)                    | 43,543,1                           | 43,3                               | 43,3                               |
| — чоловіки — жінки                 |                                    |                                    |                                    |                                    |

| Походження мешканців:     | Походження мешканців:     | Походження мешканців: | Походження мешканців: | Походження мешканців: |
| ------------------------- | ------------------------- | --------------------- | --------------------- | --------------------- |
| Походження                |                           |                       | осіб                  | %                     |
| Корінні американці        | Корінні американці        |                       | 2 470                 | 7.75%                 |
| Інше північноамериканське | Інше північноамериканське |                       | 9 385                 | 29.43%                |
| Європейське               | Європейське               |                       | 26 825                | 84.13%                |
| британське                | британське                |                       | 15 630                | 49.02%                |
| французьке                | французьке                |                       | 4 365                 | 13.69%                |
| українське                | українське                |                       | 4 970                 | 15.59%                |
| Карибське                 | Карибське                 |                       | 95                    | 0.3%                  |
| Латинськоамериканське     | Латинськоамериканське     |                       | 185                   | 0.58%                 |
| Африканське               | Африканське               |                       | 160                   | 0.5%                  |
| Азійське                  | Азійське                  |                       | 695                   | 2.18%                 |
| Океанійське               | Океанійське               |                       | 80                    | 0.25%                 |

| Зайнятість населення за галузями (за класифікацією NOC): | Зайнятість населення за галузями (за класифікацією NOC): | Зайнятість населення за галузями (за класифікацією NOC): | Зайнятість населення за галузями (за класифікацією NOC): | Зайнятість населення за галузями (за класифікацією NOC): |
| -------------------------------------------------------- | -------------------------------------------------------- | -------------------------------------------------------- | -------------------------------------------------------- | -------------------------------------------------------- |
|                                                          |                                                          |                                                          |                                                          |                                                          |
| Управління                                               | Управління                                               |                                                          | 14,5%                                                    | 14,5%                                                    |
| Бізнес, фінанси та адміністрування                       | Бізнес, фінанси та адміністрування                       |                                                          | 16,2%                                                    | 16,2%                                                    |
| Природничі та прикладні науки                            | Природничі та прикладні науки                            |                                                          | 5,8%                                                     | 5,8%                                                     |
| Охорона здоров'я                                         | Охорона здоров'я                                         |                                                          | 5,2%                                                     | 5,2%                                                     |
| Освіта, правозахист, муніципальні та урядові служби      | Освіта, правозахист, муніципальні та урядові служби      |                                                          | 6,9%                                                     | 6,9%                                                     |
| Мистецтво, культура, відпочинок та спорт                 | Мистецтво, культура, відпочинок та спорт                 |                                                          | 1,7%                                                     | 1,7%                                                     |
| Роздрібна торгівля та послуги                            | Роздрібна торгівля та послуги                            |                                                          | 16,2%                                                    | 16,2%                                                    |
| Гуртова торгівля, транспорт та обладнання                | Гуртова торгівля, транспорт та обладнання                |                                                          | 26,1%                                                    | 26,1%                                                    |
| Природні ресурси, сільське господарство                  | Природні ресурси, сільське господарство                  |                                                          | 4,7%                                                     | 4,7%                                                     |
| Виробництво                                              | Виробництво                                              |                                                          | 2,7%                                                     | 2,7%                                                     |

## Населені пункти
До складу муніципального району входять місто Спрюс-Ґроув, містечко Стоуні-Плейн, села Спрінґ-Лейк, Вабамун, літні села Себа-Біч, Бетула-Біч, Пойнт-Елісон, Лейк-В'ю, Капасівін, індіанські резервації Енох-Крі 135, Вабамун 133A, Вабамун 133B, а також хутори, інші малі населені пункти та розосереджені поселення.

## Клімат
Середня річна температура становить 2,6°C, середня максимальна – 21°C, а середня мінімальна – -20,3°C. Середня річна кількість опадів – 486 мм.
| Клімат поселення                              | Клімат поселення | Клімат поселення | Клімат поселення | Клімат поселення | Клімат поселення | Клімат поселення | Клімат поселення | Клімат поселення | Клімат поселення | Клімат поселення | Клімат поселення | Клімат поселення | Клімат поселення |
| Показник                                      | Січ.             | Лют.             | Бер.             | Квіт.            | Трав.            | Черв.            | Лип.             | Серп.            | Вер.             | Жовт.            | Лист.            | Груд.            |                  |
| Середній максимум, °C                         | −7,17            | −3,43            | 1,80             | 10,37            | 16,81            | 20,72            | 21,03            | 20,46            | 15,40            | 10,14            | 0,46             | −5,82            |                  |
| Середня температура, °C                       | −13,72           | −9,99            | −4,75            | 3,82             | 10,25            | 14,16            | 15,98            | 15,41            | 10,32            | 5,10             | −4,6             | −10,88           |                  |
| Середній мінімум, °C                          | −20,27           | −16,55           | −11,32           | −2,72            | 3,70             | 7,61             | 10,91            | 10,34            | 5,27             | 0,03             | −9,67            | −15,94           |                  |
| Норма опадів, мм                              | 23               | 15               | 18               | 26               | 52               | 84               | 97               | 65               | 44               | 24               | 20               | 18               |                  |
| Середньомісячна швидкість вітру, м/с          | 3.11             | 3.30             | 3.40             | 3.60             | 3.60             | 3.20             | 3.00             | 2.83             | 3.00             | 3.31             | 3.20             | 3.20             |                  |
| Середньомісячна сонячна радіація, кДж/м²·день | 3447             | 6862             | 12185            | 17340            | 20355            | 21892            | 22149            | 18573            | 12632            | 7503             | 3716             | 2514             |                  |
| --------------------------------------------- | ---------------- | ---------------- | ---------------- | ---------------- | ---------------- | ---------------- | ---------------- | ---------------- | ---------------- | ---------------- | ---------------- | ---------------- | ---------------- |
| Джерело:                                      |                  |                  |                  |                  |                  |                  |                  |                  |                  |                  |                  |                  |                  |